# 阿农齐奥·保罗·曼托瓦尼

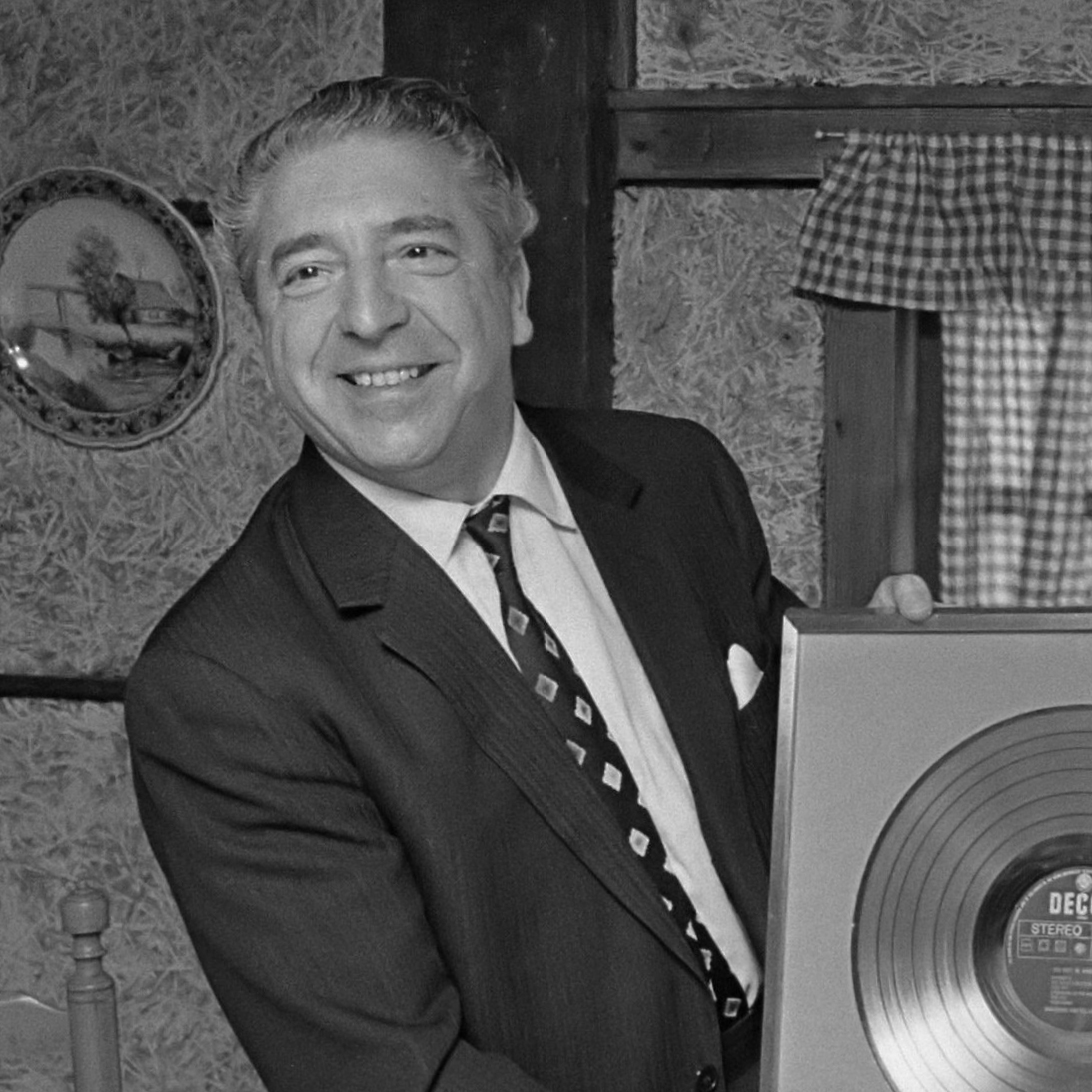
1970年

阿农齐奥·保罗·曼托瓦尼（Annunzio Paolo Mantovani，1905年11月15日—1980年3月29日），意大利裔英国轻音乐大师，其创立的曼托瓦尼乐团与德国詹姆斯·拉斯特乐团、法国保罗·莫里亚乐团并称为三大轻音乐乐团。
曼托瓦尼出生于威尼斯，其父曾在斯卡拉大剧院任首席小提琴，在托斯卡尼尼手下演出。1912年，全家移民英国，曼托瓦尼进入伦敦圣三一音乐学院学习，毕业后在伯明翰一带指挥乐队演出。二战开始前，他的乐队已经闻名整个英国。二战之后，他放弃公开演出，专心录制音乐。很快，他的专辑成为全英国立体声高保真音响专卖店的必备。
1953年和1954年，他的专辑连续两年成为英国第一金唱片，甚至在美国也广受欢迎。随着受众年龄的增长，曼托瓦尼的音乐逐渐退出流行音乐范畴。1973年，他宣布退出乐坛。
1980年他逝世于肯特。在其身后，曼托瓦尼乐团仍然活跃在演出界。